# Tom Tykwer
Tom Tykwer (Wuppertal, 1965. május 23. –) német filmrendező, forgatókönyvíró, filmproducer és zeneszerző.
Olyan filmthrillerek megrendezése fűződik a nevéhez, mint A lé meg a Lola (1998), A gyilkosok is a mennyországba mennek (2002), A parfüm: Egy gyilkos története (2006) és A bűn árfolyama (2009). 
A Wachowski testvérek mellett társrendezője volt a Felhőatlasz (2012) című sci-fi filmnek és a Sense8 – Nyolcadik érzék (2015–2018) című Netflix-sorozatnak. Előbbi zeneszerzőjeként Golden Globe-díjra, utóbbival Primetime Emmy-díjra jelölték. 2021-ben a Lana Wachowski által rendezett Mátrix: Feltámadások zeneszerzője volt.
Tykwer a Babilon Berlin (2017–) című német televíziós sorozat társalkotója.

## Filmográfia
| Év   | Magyar cím                            | Eredeti cím                      | Feladatkör | Feladatkör | Feladatkör | Feladatkör | Megjegyzések                                        |
| Év   | Magyar cím                            | Eredeti cím                      | Rendező    | Író        | Producer   | Filmzene   | Megjegyzések                                        |
| ---- | ------------------------------------- | -------------------------------- | ---------- | ---------- | ---------- | ---------- | --------------------------------------------------- |
| 1993 |                                       | Die tödliche Maria               | Igen       | Igen       | Igen       | Igen       |                                                     |
| 1997 | Az élet egy kártyavár                 | Das Leben ist eine Baustelle     | Nem        | Igen       | Nem        | Nem        |                                                     |
| 1997 | Téli alvók                            | Winterschläfer                   | Igen       | Igen       | Nem        | Igen       |                                                     |
| 1998 | A lé meg a Lola                       | Lola rennt                       | Igen       | Igen       | Nem        | Igen       |                                                     |
| 1999 | Abszolút menők                        | Absolute Giganten                | Nem        | Nem        | Igen       | Nem        |                                                     |
| 2000 | A harcos és a hercegnő                | Der Krieger und die Kaiserin     | Igen       | Igen       | Nem        | Igen       |                                                     |
| 2002 | A gyilkosok is a mennyországba mennek | Heaven                           | Igen       | Nem        | Nem        | Nem        |                                                     |
| 2003 | Mátrix – Forradalmak                  | The Matrix Revolutions           | Nem        | Nem        | Nem        | Igen       | "In My Head" című dal (Pale 3 művésznéven)          |
| 2004 | Nesztelenül                           | Lautlos                          | Nem        | Nem        | Igen       | Nem        |                                                     |
| 2006 | Fele-barát                            | Ein Freund von mir               | Nem        | Nem        | Igen       | Nem        |                                                     |
| 2006 | A parfüm: Egy gyilkos története       | Perfume: The Story of a Murderer | Igen       | Igen       | Nem        | Igen       |                                                     |
| 2006 |                                       | Das Herz ist ein dunkler Wald    | Nem        | Nem        | Igen       | Nem        |                                                     |
| 2006 | Párizs, szeretlek!                    | Paris, je t’aime                 | Igen       | Igen       | Nem        | Nem        | Faubourg Saint-Denis szegmens                       |
| 2009 | A bűn árfolyama                       | The International                | Igen       | Nem        | Nem        | Igen       |                                                     |
| 2009 | Becstelen brigantyk                   | Inglourious Basterds             | Nem        | Nem        | Nem        | Nem        | német párbeszédek fordítója                         |
| 2010 | Három                                 | Drei                             | Igen       | Igen       | Nem        | Igen       |                                                     |
| 2010 |                                       | Soul Boy                         | Nem        | Nem        | Igen       | Nem        |                                                     |
| 2011 |                                       | Endlich                          | Nem        | Nem        | Igen       | Nem        |                                                     |
| 2012 | Felhőatlasz                           | Cloud Atlas                      | Igen       | Igen       | Igen       | Igen       | társrendező: Wachowski testvérek                    |
| 2012 |                                       | Rosakinder                       | Igen       | Igen       | Nem        | Igen       | tévéfilm                                            |
| 2012 |                                       | Nairobi Half Life                | Nem        | Nem        | Igen       | Nem        |                                                     |
| 2013 |                                       | Something Necessary              | Nem        | Nem        | Igen       | Nem        |                                                     |
| 2015 | Sense8 – Nyolcadik érzék              | Sense8                           | Igen       | Nem        | Nem        | Nem        | televíziós sorozat társrendező: Wachowski testvérek |
| 2016 | Hologram a királynak                  | A Hologram for the King          | Igen       | Igen       | Nem        | Igen       |                                                     |
| 2021 | Mátrix: Feltámadások                  | The Matrix Resurrections         | Nem        | Nem        | Nem        | Igen       | társ-zeneszerző: Johnny Klimek                      |

## Fordítás
- Ez a szócikk részben vagy egészben  a   Tom Tykwer című angol Wikipédia-szócikk ezen változatának fordításán alapul.  Az eredeti cikk szerkesztőit annak laptörténete sorolja fel. Ez a jelzés csupán a megfogalmazás eredetét és a szerzői jogokat jelzi, nem szolgál a cikkben szereplő információk forrásmegjelöléseként.